# Eupithecia multiscripta
Eupithecia multiscripta là một loài bướm đêm trong họ Geometridae.